# The Ultimate Fighter: Team Rampage vs. Team Forrest Finale
The Ultimate Fighter: Team Rampage vs. Team Forrest Finale (también conocido como The Ultimate Fighter 7 Finale) fue un evento de artes marciales mixtas celebrado por Ultimate Fighting Championship el 21 de junio de 2008 en el Palms Casino Resort, en Las Vegas, Nevada.

## Historia
El evento contó con la final de The Ultimate Fighter: Team Rampage vs. Team Forrest en la división de peso medio, así como un evento principal entre Kendall Grove y Evan Tanner. Este fue el último combate de Evan Tanner antes de morir.
La pelea de peso medio entre Tim Credeur y Cale Yarbrough fue cancelada poco antes del evento debido a que Credeur dio positivo por Adderall, que es una sustancia prohibida por la Comisión Atlética del Estado de Nevada.

## Resultados
1. ↑  Final de Peso Medio TUF 7.

## Premios extra
Cada peleador recibió un bono de $20,000.
- Pelea de la Noche: Dustin Hazelett vs. Josh Burkman
- KO de la Noche: Drew McFedries
- Sumisión de la Noche: Dustin Hazelett